# گریگوری نیسا

De virginitate

گریگوری نیسا (انگلیسی: Gregory of Nyssa؛ ۳۳۵ – ۳۹۴) یک قدیس مسیحی اهل یونان باستان بود.